# Éternelle Emmanuelle
Pour les articles homonymes, voir Emmanuelle.
Série
Emmanuelle au 7ème ciel
(1993)
Pour plus de détails, voir Fiche technique et Distribution.
Éternelle Emmanuelle est un téléfilm érotique français de Francis Leroi diffusé en 1993.

## Synopsis
Pendant un vol long courrier, Emmanuelle régale un homme d'affaires du récit de ses prouesses amoureuses...

## Fiche technique
- Titre : Éternelle Emmanuelle
- Réalisation : Francis Leroi
- Origine : France
- Durée : 1h21
- Format : Couleurs

## Distribution
- Marcela Walerstein : Jeune Emmanuelle
- George Lazenby : Mario
- Sylvia Kristel : Emmanuelle
- Joel Bui : Athisan Khan